# Mu Arae
μ Arae (съкратено μ Ara, Мю (от) Жертвеник) е звезда, намираща се на разстояние от около 50 светлинни години от Слънчевата система в съзвездието Жертвеник.

## Звездни характеристики
Астросеизмиченият анализ на звездата показва, че тя е с приблизително 10% по-масивна от Слънцето и значително по-стара от него, на около 6340 милиона години. Звездата има радиус с 36% по-голям от този на Слънцето и с 90% по-голяма светимост. Отношението на съдържанието на желязо към това на водород в нея е два пъти по-голямо от това в нашето Слънце и затова звездата се описва като метално богата. μ Arae е и по-богата на елемента хелий от Слънцето.

## Планетана система
В орбита около звездата са открити четири планети. Откриването на четвъртата планета през 2006 г. я прави втората звездна система с четири известни планети след 55 Рак.
По близост до звездата:
- Mu Arae c (2004 г.)
- Mu Arae d (2006 г.)
- Mu Arae b (2000 г.)
- Mu Arae e (2002 г.)